# Auchenipterichthys
Auchenipterichthys is een geslacht van straalvinnige vissen uit de familie van de houtmeervallen (Auchenipteridae).

## Soorten
- Auchenipterichthys coracoideus (Eigenmann & Allen, 1942)
- Auchenipterichthys longimanus (Günther, 1864)
- Auchenipterichthys punctatus (Valenciennes, 1840)
- Auchenipterichthys thoracatus (Kner, 1858)